# Gawriłowka (obwód kurski)
Gawriłowka (ros. Гавриловка) – wieś (ros. деревня, trb. dieriewnia) w zachodniej Rosji, w sielsowiecie tołpińskim rejonu korieniewskiego w obwodzie kurskim.

## Geografia
Miejscowość położona jest nad rzeką Tołpinka (dopływ Sejm), 2,5 km od centrum administracyjnego sielsowietu tołpińskiego (Tołpino), 6,5 km od centrum administracyjnego rejonu (Korieniewo), 92,5 km od Kurska.

## Demografia
W 2010 r. miejscowość zamieszkiwało 118 osób.